# Kate Vernon
Kate Vernon (21 de abril de 1961) es una actriz canadiense de cine y televisión, reconocida por interpretar los papeles de Lorraine Prescott en el seriado Falcon Crest (entre 1984 y 1985), Benny Hanson en la película Pretty in Pink (1986), Sophia en el largometraje de Spike Lee Malcolm X y Ellen Tigh en la serie Battlestar Galactica (2004–2009).

## Filmografía

### Cine y televisión
| Año       | Título                                    | Papel                            | Notas        |
| --------- | ----------------------------------------- | -------------------------------- | ------------ |
| 1983      | Chained Heat                              |                                  |              |
| 1984      | Alphabet City                             | Angie                            |              |
| 1984      | Roadhouse 66                              | Melissa Duran                    |              |
| 1984      | Flight 90: Disaster on the Potomac        | Donna Adams                      | Telefilme    |
| 1984      | Dallas                                    | Amiga de Peter                   | 1 episodio   |
| 1984      | Family Ties                               | Christy                          | 1 episodio   |
| 1984      | Remington Steele                          | Nancy Evans                      | 1 episodio   |
| 1984–1985 | Falcon Crest                              | Lorraine Prescott                | 25 episodios |
| 1985–1986 | Hotel                                     | Erica Atwood / Sandy Hoyle       | 2 episodios  |
| 1986      | Banter                                    | Brent                            |              |
| 1986      | Pretty in Pink                            | Benny Hanson                     |              |
| 1987      | I'll Take Manhattan                       | Nanette Alexander                |              |
| 1987–1989 | Murder, She Wrote                         | Rhonda Sykes / Connie Norton     | 2 episodios  |
| 1988      | Hostile Takeover                          | Sally                            |              |
| 1988      | CBS Summer Playhouse                      | Ellen Sanders                    | 1 episodio   |
| 1988      | Alfred Hitchcock Presents                 | Donna                            | 1 episodio   |
| 1989      | Mob Story                                 | Mindy                            |              |
| 1990      | FM                                        | Stephanie                        | 1 episodio   |
| 1990      | Who's the Boss?                           | Kathleen Sawyer                  | 4 episodios  |
| 1991      | Daughters of Privilege                    | Diana                            | Telefilme    |
| 1991      | Perry Mason: The Case of the Glass Coffin | Terry Weidner                    | Telefilme    |
| 1991      | Tropical Heat                             | Veronica                         | 1 episodio   |
| 1991      | Jake and the Fatman                       | Rachel Garraty                   | 1 episodio   |
| 1991      | Father Dowling Mysteries                  | Rita Winters                     | 1 episodio   |
| 1992      | Jackpot                                   | Prudence                         |              |
| 1992      | Malcolm X                                 | Sophia                           |              |
| 1993      | House of Secrets                          | Laura Morrell                    | Telefilme    |
| 1993      | Lovejoy                                   | Mary-John Lovejoy                | 1 episodio   |
| 1993      | Tales from the Crypt                      | Lucy Chadwick                    | 1 episodio   |
| 1994      | Soft Deceit                               | Anne Fowler                      |              |
| 1994      | Dangerous Touch                           | Amanda Grace                     |              |
| 1994      | Probable Cause                            | Lynn Reilly                      | Telefilme    |
| 1994      | L.A. Law                                  | Belinda Fox                      | 4 episodios  |
| 1995      | Bloodknot                                 | Kaye                             | Telefilme    |
| 1995      | The Sister-in-Law                         | Rae Phillips / Sally Rae Preston | Telefilme    |
| 1995      | The Outer Limits                          | Tricia Lange                     | 1 episodio   |
| 1996      | Joe's Wedding                             | Uta Mann                         |              |
| 1996      | Downdraft                                 | Alexa                            | Telefilme    |
| 1996      | Kindred: The Embraced                     | Alexandra Serris                 | 1 episodio   |
| 1996–1997 | Nash Bridges                              | Whitney Thomas                   | 7 episodios  |
| 1998      | Blackjack                                 | Dra. Rachel Stein                | Telefilme    |
| 1998      | Flood: A River's Rampage                  | Pat Mallory                      | Telefilme    |
| 1998      | The Outer Limits                          | Judy Warren                      | 1 episodio   |
| 1998      | Star Trek: Voyager                        | Valerie Archer                   | 1 episodio   |
| 1999      | The Secret Life of Girls                  | Kay                              |              |
| 1999      | Y2K                                       | Alix Cromwell                    | Telefilme    |
| 1999      | The Hunger                                | Lanie                            | 1 episodio   |
| 1999      | Soldier of Fortune, Inc.                  | Jody Frost / Nadya Rinkova       | 1 episodio   |
| 2000      | Any Day Now                               | Della Mae Connor                 | 1 episodio   |
| 2001      | Largo Winch: The Heir                     | Monique Winch-Hastings           | Telefilme    |
| 2001      | Largo Winch                               | Monique Winch                    | 1 episodio   |
| 2001      | Dawson's Creek                            | Woman                            | 1 episodio   |
| 2003      | Wilder Days                               | Dorothy Morse                    | Telefilme    |
| 2003      | Black Sash                                | Jenny                            | 1 episodio   |
| 2003      | Hunter                                    | Maggie                           | 2 episodios  |
| 2004      | Buds for Life                             | Valerie Quinlan                  |              |
| 2004      | Grave Matters                             | Christine                        |              |
| 2004      | CSI: Crime Scene Investigation            | Raina Press                      | 1 episodio   |
| 2004–2009 | Battlestar Galactica                      | Ellen Tigh                       | 23 episodios |
| 2005      | Confession                                | Detective Robin Mallory          |              |
| 2005      | Family Plan                               | Victoria                         | Telefilme    |
| 2005      | School of Life                            | Elli Warner                      | Telefilme    |
| 2005      | Knights of the South Bronx                | Richard's wife                   | Telefilme    |
| 2005      | Reunion                                   | Brenda Moretti                   | 2 episodios  |
| 2006      | Last Chance Cafe                          | Hallie Boyer                     | Telefilme    |
| 2007      | Safe Harbour                              | Sally                            |              |
| 2009      | Battlestar Galactica: The Plan            | Ellen Tigh                       | Telefilme    |
| 2009      | The Mentalist                             | Arden Plaskett                   | 1 episodio   |
| 2009      | Saving Grace                              | Ellen Cooper                     | 1 episodio   |
| 2009      | CSI: Crime Scene Investigation            | Dra. Penelope Russell            | 1 episodio   |
| 2010      | The Last Song                             | Susan Blakelee                   |              |
| 2010      | Bones                                     | Rowan                            | 1 episodio   |
| 2010      | Heroes                                    | Vanessa Wheeler                  | 2 episodios  |
| 2011      | Snatched                                  | Diane                            |              |
| 2011      | Red Faction: Origins                      | Matriarca                        | Telefilme    |
| 2012      | The Firm                                  |                                  | 1 episodio   |
| 2013      | Battledogs                                | Dra. Ellen Gordon                | Telefilme    |
| 2013      | Arctic Air                                | Irene Ivarson                    | 1 episodio   |
| 2014      | 108 Stitches                              | Jennine Wormer Pratt             |              |
| 2014      | Prelude to Axanar                         | Sonya Alexander                  | Cortometraje |
| 2014      | Perception                                | Mary Morrison                    | 1 episodio   |
| 2014      | The 100                                   | Diana Sydney                     | 3 episodios  |
| 2015      | Christmas Truce                           | Helena Hammond                   | Telefilme    |
| 2016      | NCIS                                      | Caroline Morrow                  | 1 episodio   |
| 2017      | Chicanery                                 | Billie Endicott                  |              |
| 2017      | Amelia 2.0                                | Dra. Ellen Beckett               |              |
| 2017      | 12 Round Gun                              | Catherine                        |              |
| 2017      | Groomzilla                                | Olivia                           | Telefilme    |
| 2017      | There's... Johnny!                        | Sra. De Cordova                  | 1 episodio   |
| 2018      | His Master's Voice                        | Camille                          |              |
| 2018      | La boda de Valentina                      | Melanie Tate                     |              |
| 2018      | Condor                                    | Lily Partridge                   | 4 episodios  |
| 2019      | Acusaciones y mentiras                    | Barbara                          | Telefilme    |
| 2019      | The Morning Show                          | Geneva Micklen                   | 5 episodios  |